# European Top 100 Albums
La classifica European Top 100 è stata un adattamento europeo della nota Billboard TOP 200, attiva dal 1984 al 2010.
La classifica mostrava le vendite settimanali di 19 paesi europei basati sui dati del IFPI, il quale combinava vendita album (digitali e fisiche) di nuove e vecchie uscite. Diversamente dalla Billboard TOP 200, ad essere segnalati nella classifica erano gli album non più vecchi di 18 mesi che avevano avuto abbastanza vendite per accedere alla centesima posizione.
Il primo artista a raggiungere la prima posizione fu Michael Jackson con Thriller. È di Madonna il record di permanenza al 1º posto con l'album True Blue, rimasto in vetta alla classifica per 34 settimane.
In seguito alla chiusura degli uffici londinesi di Billboard, quella pubblicata l'11 dicembre 2010 è stata l'ultima classifica ufficiale, che vedeva al numero 1 l'album Progress dei Take That.